# Józef Kobyłecki (podróżnik)

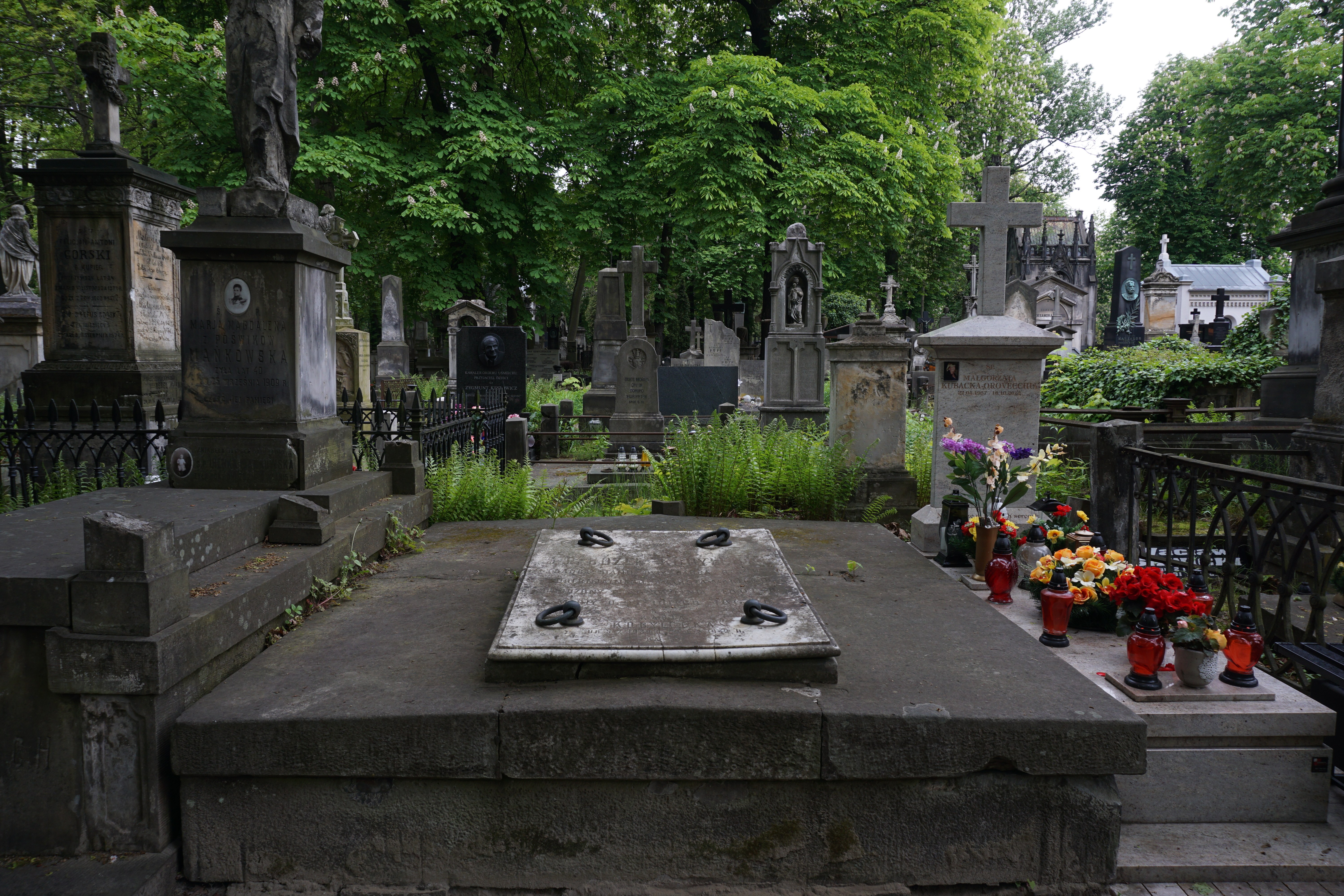
Grób Józefa Kobyłeckiego na cmentarzu Powązkowskim

Józef Kobyłecki (ur. 1801, zm. 27 lutego 1867 w Warszawie) – polski podróżnik, oficer artylerii w wojsku rosyjskim. 
Za odmowę udziału w walce przeciw powstańcom polskim (powstanie listopadowe) przeniesiony karnie do Tobolska, skąd odbył liczne podróże po południowej i wschodniej Syberii w latach 1831–34. Odwiedził m.in. Tomsk, Omsk, Kiachtę, Irkuck, był nad Bajkałem, dotarł do granicy Chin. Po powrocie do Polski (1835) wydał dwutomowe Wiadomości o Syberii i podróże w niej odbyte w latach 1831, 1832, 1833, 1834 (wyd. 1837), ilustrowane własnymi rysunkami, stanowiące ówcześnie jedno z najbogatszych źródeł wiedzy o Syberii w piśmiennictwie polskim.
Pochowany na cmentarzu Powązkowskim w Warszawie (kwatera 21-1-16/17).